# Albert Stritt

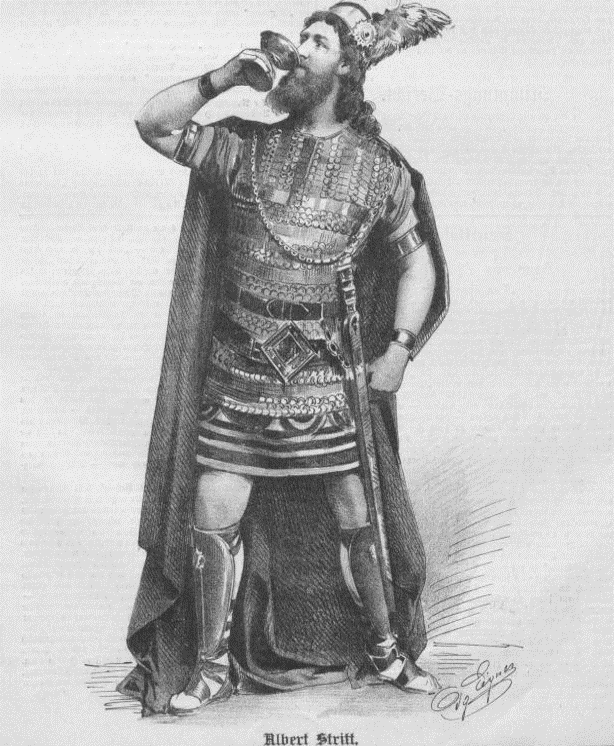
Albert Stritt im Jahre 1890

Albert Stritt, geboren als Albert Friedrich Louis Stritzel, (* 9. Oktober 1847 in Königsberg (Preußen); † 11. Februar 1908 in Dresden) war ein deutscher Schauspieler, Opernsänger (Heldentenor) und Regisseur.

## Leben und Wirken
Albert Stritt übernahm zunächst das väterliche Sattlereigeschäft, wurde jedoch dann Schauspieler. Sein Debüt gab er am Stadttheater Königsberg, wo er in kleinen Sprechrollen auftrat. Anschließend folgten seine Anfängerjahre mit Engagements in Kiel und Dresden. 1865 kam er wieder nach Königsberg zurück, wo er nunmehr in Liebhaber- und Heldenrollen auftrat. In der Spielzeit 1868/69 war er am Hoftheater Dresden engagiert.
Nach einem Engagement in Graz (1869–1871) war er in der Spielzeit 1871/72 am Stadttheater Brünn tätig. Von 1872 bis 1878 war er als Schauspieler Mitglied des Hoftheaters Stuttgart. 1877 trat er als Gast am Burgtheater Wien auf. Er spielte dort den Hamlet, Don Karlos, Wilhelm Tell und Romeo.
Anschließend nahm er, u. a. auf Anraten des Dirigenten Hans Richter, Gesangsunterricht bei A. Winternitz in Stuttgart und bei Johannes Reß (Ress) in Prag. Als Sänger trat er am Hoftheater Karlsruhe (1879–1881), am Stadttheater Frankfurt (1881–1886) und an der Metropolitan Opera in New York (Debüt in der Spielzeit 1885/86, dort bis 1888 engagiert) auf, wo er 1886 den Walther von Stolzing in der Erstaufführung der Meistersinger sang. Anschließend war er unter der Intendanz von Bernhard Pollini fest am Stadttheater Hamburg (1886–1890) verpflichtet. In der Spielzeit 1890/91 war er Mitglied des Hoftheaters Dresden und trat 1892–1893 am Neuen Theater Berlin auf. Anschließend band er sich nicht mehr fest an eine Bühne und trat nunmehr ausschließlich als Gastsänger auf. Er gastierte u. a. an der Covent Garden Opera in London, an der Hofoper Wien (1882) und an der Hofoper München (1885). Zu seinen Heldentenor-Partien gehörten die Titelrollen in den Wagner-Opern Rienzi, Tannhäuser und Lohengrin, außerdem Tristan, Siegmund, Siegfried und der Othello von Verdi (in Hamburg).
1898/99 war er als Regisseur an der Hofoper Wien tätig. Seit 1901 war er Gesangsprofessor am Konservatorium der Stadt Wien, zuletzt Gesangslehrer in Dresden. Neben seiner Bühnentätigkeit wirkte er auch als Konzertsänger.
Seit 1879 war er mit der Schauspielerin und Frauenrechtlerin Marie Bacon verheiratet, mit der er zwei Kinder hatte. Er lebte seit den 1890er Jahren in Dresden, wo er auch starb.